# Kathrin Sonnenholzner
Kathrin Sonnenholzner (Múnich, 1956) es una médica y política alemana. 
En 2003 fue elegida miembro del Parlamento del Estado de Baviera. En su decimoquinto mandato electoral fue miembro del Comité de Política Social, Sanitaria y Familiar y del Comité de Política Agrícola y Forestal. Desde 2008 es miembro del Comité de Medio Ambiente y Salud. Desde 2003 es portavoz de política sanitaria del grupo parlamentario del SPD.
Kathrin Sonnenholzner es la vicepresidenta del Consejo de Salud del Estado de Baviera.
Después de las elecciones estatales de 2018, dejó el parlamento estatal.
El 1 de febrero de 2019 recibió la Medalla Constitucional de Baviera en plata.